# Cologno Monzese
Cologno Monzese est une commune de la ville métropolitaine de Milan, dans la région de la Lombardie, en Italie. Elle compte près de 50 000 habitants. La population augmenta après la Seconde Guerre mondiale quand beaucoup d'immigrants de l'Italie méridionale trouvèrent du travail dans le Nord du pays.

## Administration
| Période                                  | Période       | Identité        | Étiquette       | Qualité |
| ---------------------------------------- | ------------- | --------------- | --------------- | ------- |
| 7 juin 2009                              | 12 avril 2010 | Antonio Velluto | Centro-Destra   |         |
| 12 avril 2010                            | En cours      | Mario Soldano   | Centro-Sinistra |         |
| Les données manquantes sont à compléter. |               |                 |                 |         |

### Frazione
San Maurizio al Lambro (it)

### Communes limitrophes
Brugherio, Sesto San Giovanni, Cernusco sul Naviglio, Milan, Vimodrone.

## Transports
- Cologno Centro (métro de Milan)
- Cologno Nord (métro de Milan)
- Cologno Sud (métro de Milan)

## Personnalités
- Armando Brambilla (1942-2011), évêque.